# Carnevale di Bagolino
Il carnevale di Bagolino per il suo folklore tipico, conservatosi tale in virtù della posizione isolata del paese, ha acquisito notorietà crescente, attirando anche l'attenzione di studiosi di etnologia. La festa si articola in due manifestazioni distinte, animate rispettivamente dalle eleganti figure dei Bälärì (ballerini e suonatori) e dalle figure grottesche dei Màscär (maschere).

## Folclore carnevalesco
Il carnevale di Bagolino (o carnevale Bagosso) risale almeno al XVI secolo, come documentato da scritti conservati nell'archivio comunale. Una deliberazione comunale del 1518 disponeva di ricompensare con una forma di formaggio la Compagnia di Laveno che era intervenuta a rallegrare la festa di carnevale.

## IBalarì

### Balarì

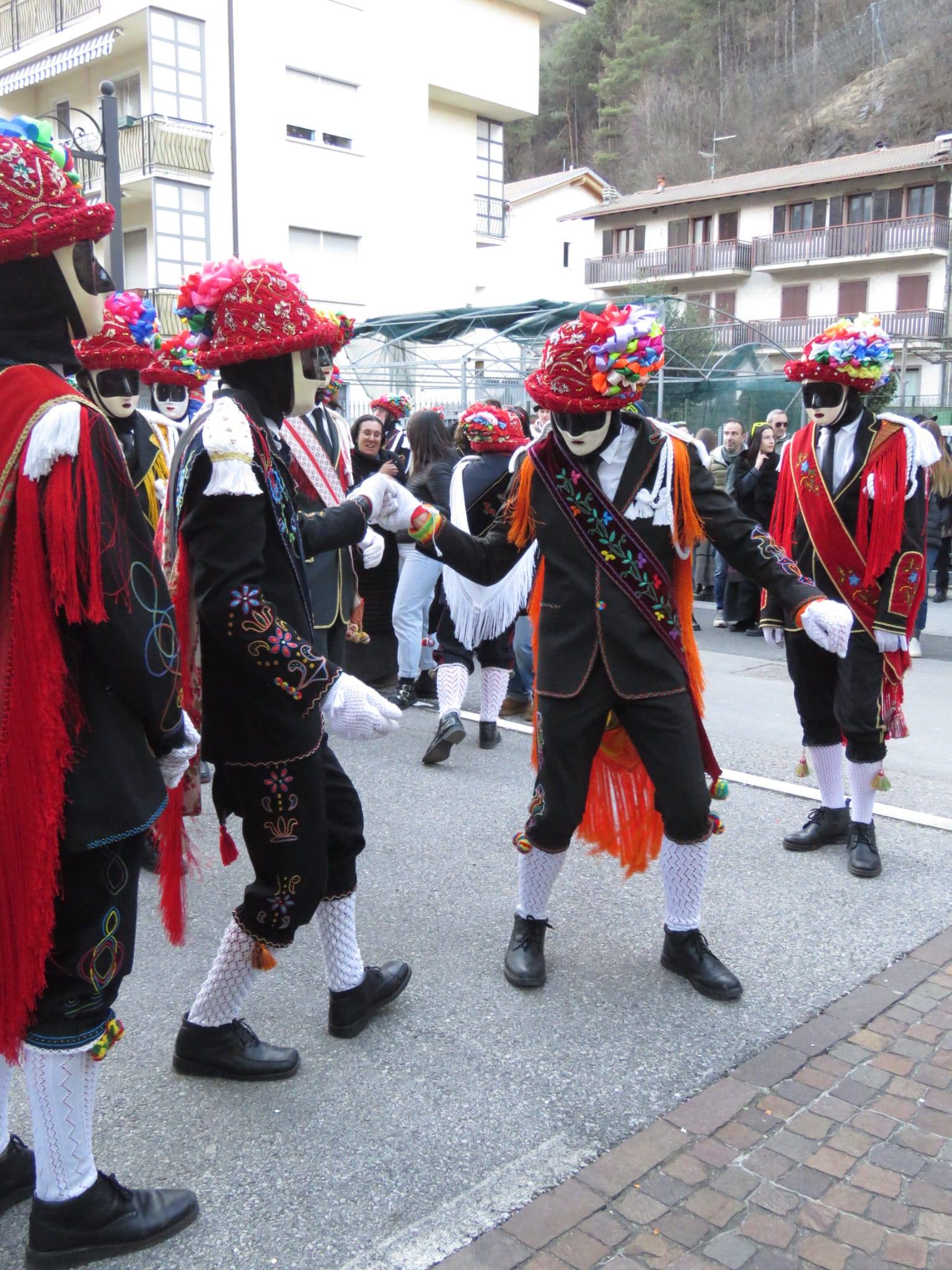
I balarì a Ponte Caffaro

La tradizione dei balarì, che si esibiscono esclusivamente il lunedì ed il martedì di carnevale, rappresenta l'aspetto più spettacolare del Carnevale Bagosso; essa si è imposta alla attenzione degli studi etnografici per la originalità delle musiche e per la complessità delle danze che vengono eseguite nelle strade e nelle piazze del paese. 
(Italo Sordi, Il Carnevale di Bagolino, in Roberto Leydi-Bruno Pianta, Brescia e il suo territorio, il mondo popolare in Lombardia, vol. 3, Milano, Silvana, pp. 25-43)

### Il costume

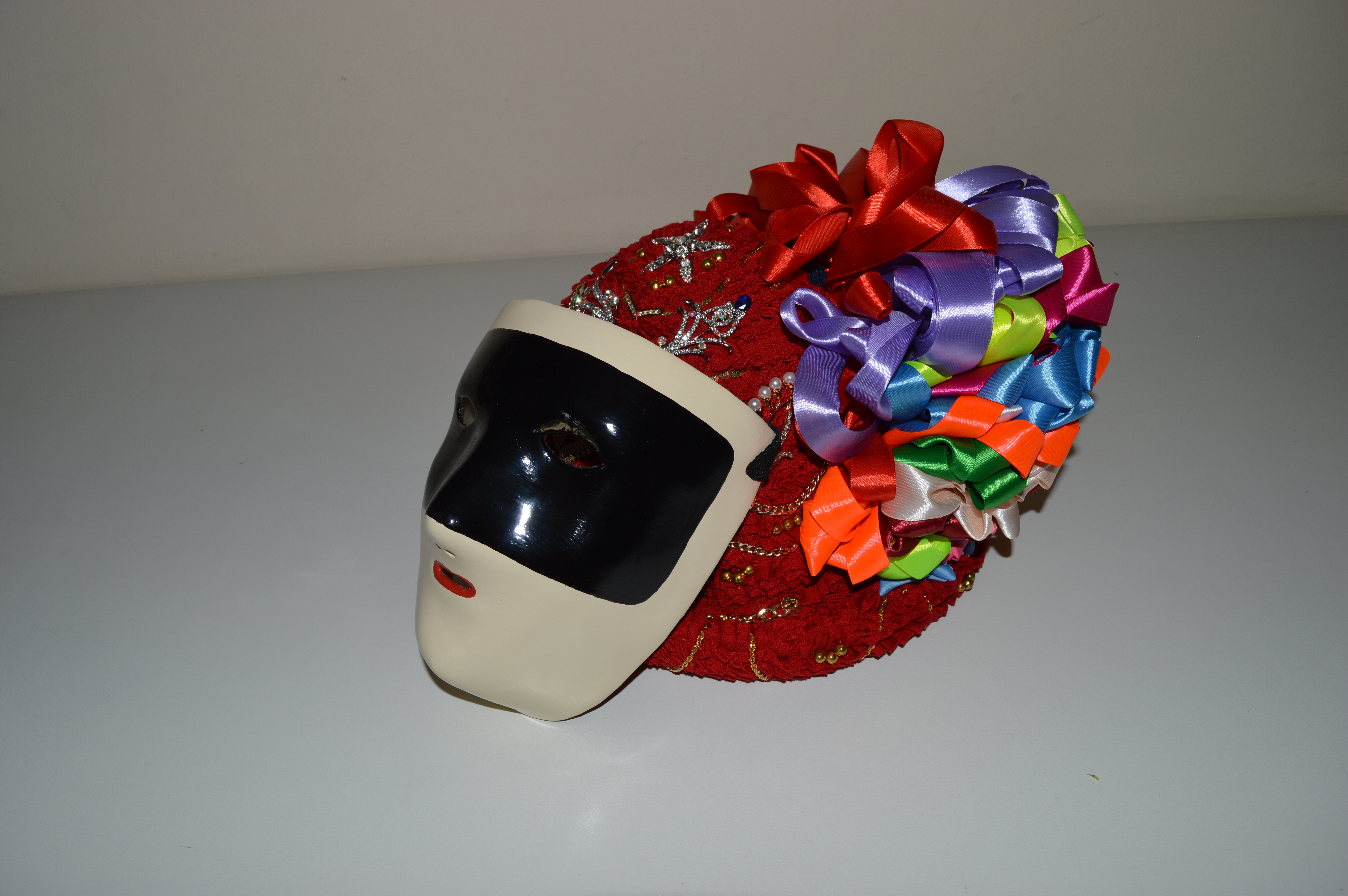
Il cappello del balarì, con gli ori e il voluminoso fiocco, e la maschera.

Il costume dei ballerini è caratterizzato da un cappello in feltro interamente ricoperto da un lungo nastro rosso che viene cucito e ripiegato, in modo da formare delle increspature che donano al cappello il suo singolare aspetto. Il cappello viene inoltre ornato di ricami su cui sono cuciti monili d'oro (catene, spille, orecchini, anelli) di famiglia o presi in prestito. I balarì non si esibiscono all'aperto in caso di pioggia per evitare che i monili si stacchino e vadano perduti a causa del filo bagnato, che potrebbe rompersi per i salti e i movimenti dei ballerini. A rendere ancora più appariscente il copricapo è il grande fiocco che si trova sul lato sinistro del cappello. Il fiocco è formato da innumerevoli nastri variopinti che, durante le danze, esaltano i movimenti della testa del ballerino.

Il volto dei balarì è nascosto da una maschera priva di espressione di color avorio, un tempo di tela e spalmata all'interno di cera (perché il sudore del ballerino non la bagnasse). 

L'abito portato dai balarì è di colore blu scuro o nero, un tempo questo vestito era il comune abito scuro che i bagossi portavano durante l'anno, ma oggi anche il vestito è divenuto un elemento peculiare del carnevale, infatti viene adornato con ricami, disegni e passamanerie di vari colori e forme (talvolta può apparire sul braccio sinistro dell'abito una coccarda particolarmente decorata). I calzoni arrivano al ginocchio del ballerino e, come l'abito, sono di colore scuro e vengono arricchiti con fettucce e ricami.

Il costume del ballerino dispone di un voluminoso scialle con frange, che presenta numerosi disegni, spesso dai colori molto sgargianti. Lo scialle ricade lungo tutta la schiena del ballerino, arrivando fino sotto al ginocchio, e viene fissato alle spalline. Le spalline sono un altro elemento molto appariscente del costume: sono di cotone bianco e presentano vari alamari (talvolta alcune spalline possono avere anche degli ori ricamati, come per il cappello). A differenza degli altri elementi del costume, la tradizione di decorare le spalline è piuttosto recente, infatti è apparsa solo dopo il 1915 (prima le spalline erano più semplici, e il ricamo era formato da una spighetta). 

Una fascia di seta riccamente decorata forma una tracolla che parte dalla spalla destra e conclude sul fianco sinistro. Alla fine della fascia sono presenti nappe, coccarde o fiocchi che fanno risaltare il movimento del ballerino durante le danze. Le calze sono di colore bianco e presentano vari ricami lavorati a mano con i 4 ferri. Per evitare che le calze si abbassino durante le danze, queste vengono fissate ai calzoni utilizzando le sènte (passamaneria lavorata al telaio) decorate con le mèsoline (nappe). Inoltre il ballerino indossa delle sottocalze rosse, più leggere e meno lavorate di quelle esterne. 

Anche i guanti sono di cotone bianco e vengono ricamati e decorati a mano, presentano inoltre un sottile laccio di cotone, che, venendo annodato, permette al ballerino di fissare i guanti al polso. Esistono anche dei sottoguanti di colore rosso, ma sono raramente utilizzati dai ballerini.
Il costume presenta inoltre un particolare camaglio di cotone nero o blu scuro, che ricopre il collo e la testa del ballerino. 

A completare il vestito sono presenti una camicia bianca sotto l'abito, con una cravatta o un fiocco, e le scarpe, di colore nero.

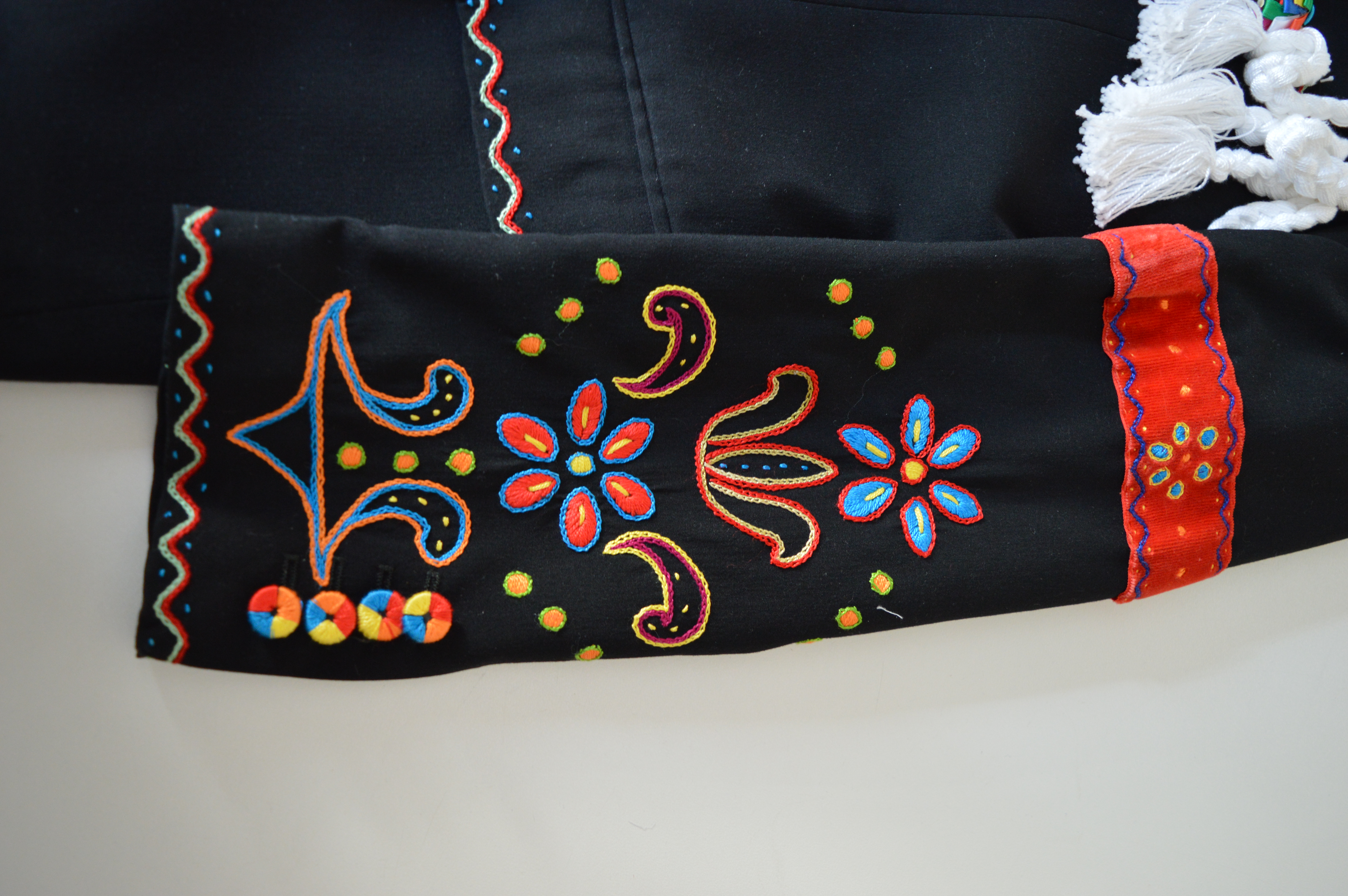
Tipica decorazione della manica sinistra dell'abito. Si può notare la coccarda rossa a metà braccio.
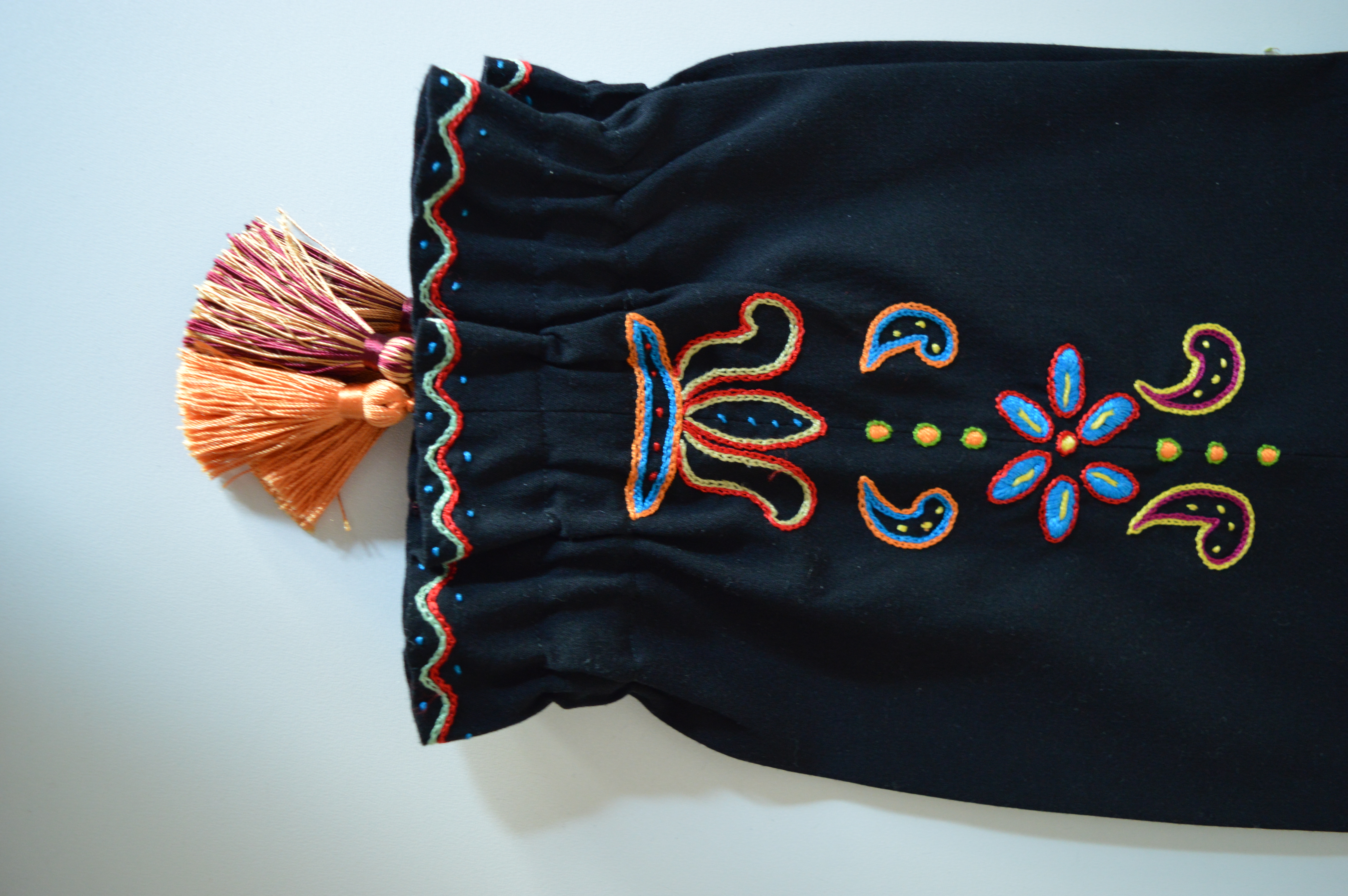
Parte finale del calzone del ballerino. Oltre al ricamo, si possono notare le "mésoline" (nappe).
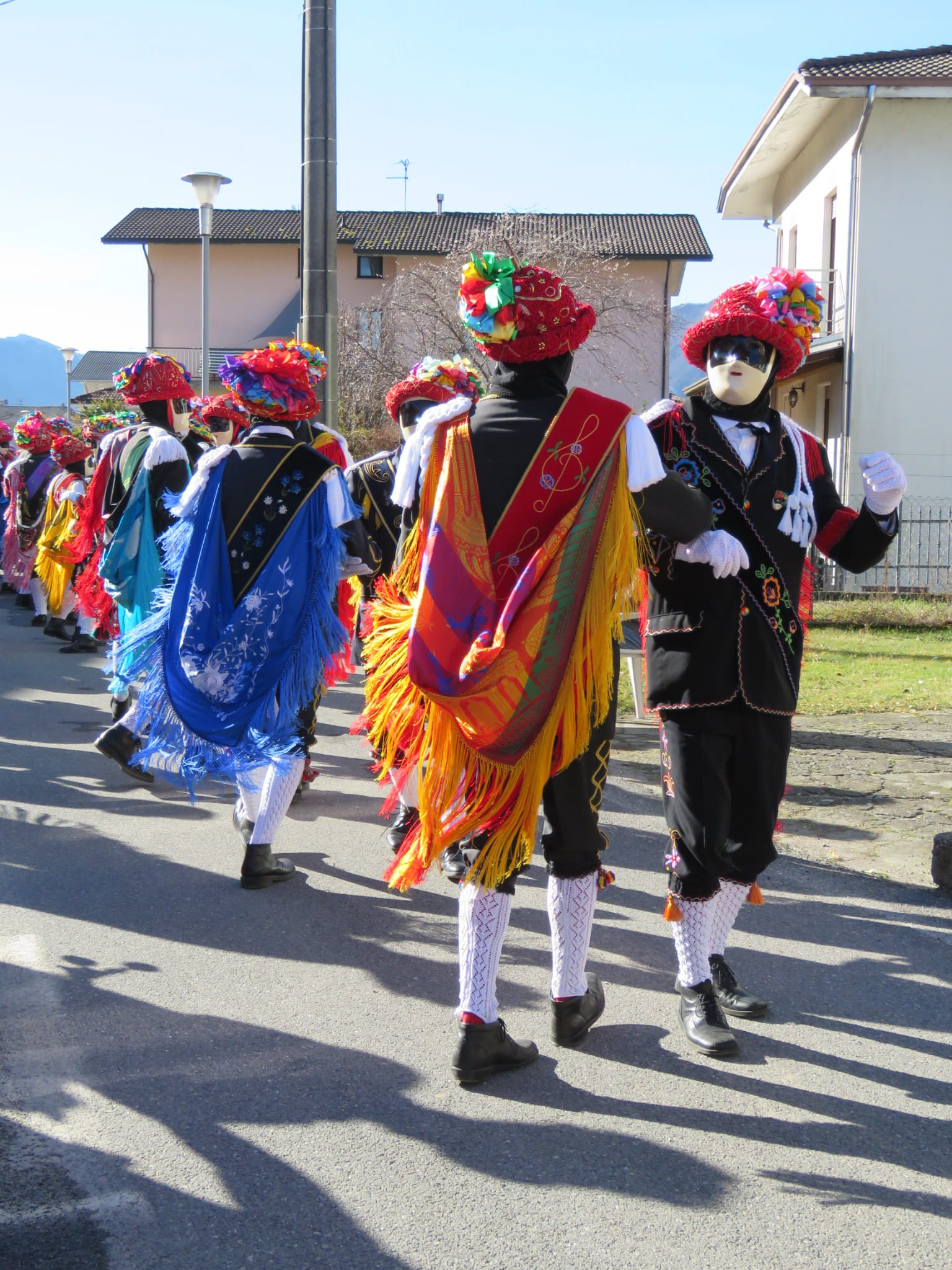
Scialli dei ballerini.

## IMaschér

### Maschèr

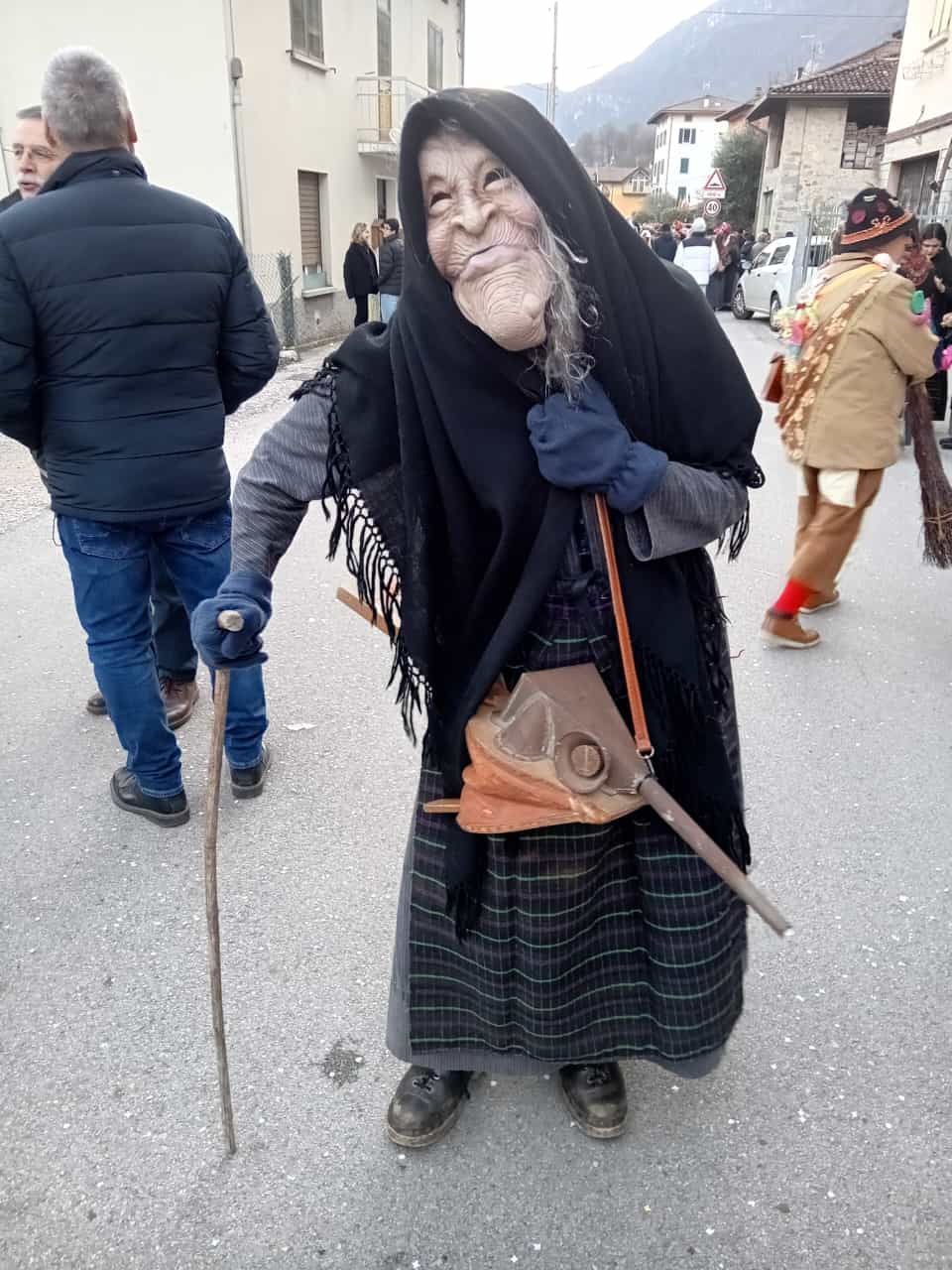
La maschera della "vecia", con la tipica "guèrnèl" (gonna).

La tradizione delle maschere ha carattere più popolano e fa riferimento alla tradizione della burla carnevalesca consumata sempre mantenendo incognita la propria identità. I personaggi si muovono disordinatamente tra la folla, con maschere grottesche o paurose e zoccoli di legno che producono frastuono sul selciato delle vie; prendono di mira le persone che vogliono canzonare toccandole nei genitali, usanza che ricorda antichi rituali di fertilità. Indossano i costumi, sia maschili che femminili, tipici della tradizione bagossa: di solito si muovono in coppia travestiti da vecio e vecia. A nascondere l'identità dei maschér contribuisce anche la postura goffa, la camminata strascicata e il ricorso alla voce in falsetto. 

A differenza dei ballerini che si esibiscono solo il lunedì e il martedì grasso, i Maschèr possono apparire nelle strade del paese già dopo l'Epifania, in particolare nei lunedì e nei giovedì che precedono il Carnevale.

### Costumi
Il costume maschile, portato dal vecio, si chiama ceviòl, 
ed è costituito dai seguenti elementi: 

- Abito in fustagno, di colore nero o marrone
- Camicia bianca
- Calzoni al ginocchio, di colore nero o marrone, presentano una patta quadrata a due bottoni
- Gilet corto, chiamato crozèt
- Calze bianche e ghette di lana rossa, queste ultime sono allacciate lateralmente con una fila di bottoni
- Sgalbèr ai piedi. Questi scarponi sono uno degli elementi più identificativi del Carnevale bagosso. Sono di cuoio rigido e presentano una spessa suola in legno chiodato. La camminata goffa dei maschèr fa si che gli sgalbèr vengano strisciati sul terreno, producento così quel rumore tipico che fa da fondo al Carnevale.
- Il viso è coperto da una maschera, mentre il capo da un cappello o un foulard